# Llengües bantus dels Grans Llacs
Les Llengües bantus dels Grans Llacs, també conegut com a bantu lacustre i Bantu zona J, són un grup de llengües bantus d'Àfrica Oriental. Can ser reconeguts com un grup per l'equip Tervuren, qui els postulava en una zona addicional (zona D) de la classificació de Guthrie de les llengües bantus.

## Llengües
Les llengües són, segons Bastin, Coupez, & Mann (1999), amb el sumbwa afegit per Nurse (2003):
- Gungu (E10)
- Bwari (Kabwari) (D50)
- Konzo (D40): Konjo, Nande
- Shi–Havu (D50): Hunde, Havu, Shi, Tembo, Nyindu, Fuliiro
- rwanda-rundi (D60): Kinyarwanda, Kirundi, Shubi, Hangaza, Ha, Vinza
- Nyoro–Ganda (E10): Ganda, Nyankore, Nyoro, Tooro, Hema, Chiga, Soga, Gwere, Nyala occidental, Ruli

(Vegeu també Runyakitara, Nkore-Kiga)
- Haya–Jita (E20): Haya–Rashi, talinga-bwisi, zinza, kerebe (Kerewe), jita-Kara-Kwaya–Ruri, Nyambo
- Masaba–Luhya (E30): Masaba (incl. Bukusu), Luhya, Nyore, Nyole, Samia–Songa, Marachi, Khayo
- Logooli–Kuria (E40): Ngurimi, Ikizu–Sizaki/Shashi, Suba, Suba-simbiti, Kabwa, Singa, Logoli (Luhya), idaxo-isuxa-tiriki (Luhya), Gusii (Kisii), Kuria (Simbiti, Hacha, Surwa, Sweta), Zanaki, Ikoma, ?Ware
- Sumbwa (F20)

Els codis entre parèntesis són la classificació geogràfica original de Guthrie. Maho (2009) afegeix el Yaka.

## Comparació lèxica
Els numerals en diferents llengües bantus dels grans llacs són:
| GLOSA | Shi-Havu (D50) | Shi-Havu (D50) | Shi-Havu (D50) | Shi-Havu (D50)  | Rwanda-Rundi (D60)   | Rwanda-Rundi (D60) | Rwanda-Rundi (D60) | Rwanda-Rundi (D60)   |
| GLOSA | Fuliiru        | Shi            | Tembo          | PROTO- SHI-HAVU | Ha                   | Rwanda             | Rundi              | PROTO- RWANDA- RUNDI |
| ----- | -------------- | -------------- | -------------- | --------------- | -------------------- | ------------------ | ------------------ | -------------------- |
| '1'   | -guma          | cíguma         | tʃûːma         | *ci-guma        | limwé                | rimŋé              | rimwé              | *li-mwe              |
| '2'   | -biɾi          | bibiɾi         | βiβiri         | *βi-βiri        | kabíri               | kaβiri             | kabiri             | *ka-βiri             |
| '3'   | -ʃatu          | biʃarhu        | βihátu         | *βi-ʃatu        | gatatu               | gatatu             | gatatu             | *ga-tatu             |
| '4'   | -ná            | bíni           | βínɛ           | *βi-nai         | anné                 | kané               | kané               | *ka-ne               |
| '5'   | -tàːnú         | birhaːnu       | βitánɔ         | *βi-taːno       | gataːnu              | gataːnu            | gataːnu            | *ga-taːnu            |
| '6'   | -lindátù       | ńdarhu         | ndatu          | *(li-)ⁿdatu     | gataandátu / mukáːga | gataːndátu         | gataːndátu         | *ga-taːⁿdatu         |
| '7'   | -linda         | ńda            | βiɾɪ́nda        | *βi-(li-)ⁿda    | muʃanju / indwi      | kariːndwi          | indwi              | *iⁿdwi               |
| '8'   | munáːná        | múnaːni        | múnanɛ         | *mu-naːni       | munáːni              | umunáːni           | umunáːni           | *mu-naːni            |
| '9'   | mwéndà         | múénda         | mwɛnda         | *mw-eⁿda        | ʧénda                | ikʸé:nda           | iʧéːnda            | *kʸeːⁿda             |
| '10'  | ikumi          | íkumi          | ɛ́kumi          | *i-kumi         | iʧúmi                | iʧúmi              | iʧúmi              | *i-ʧúmi              |
| GLOSA | Ñoro-Ganda (J10) | Ñoro-Ganda (J10) | Ñoro-Ganda (J10) | Ñoro-Ganda (J10) | Ñoro-Ganda (J10) | Ñoro-Ganda (J10) | Ñoro-Ganda (J10) | Ñoro-Ganda (J10) | Ñoro-Ganda (J10)  | Gungu (E) |
| GLOSA | Chiga            | Gwere            | Ganda            | Hema             | Nyankore         | Nyoro            | Soga             | Tooro            | PROTO- ÑORO-GANDA | Gungu (E) |
| ----- | ---------------- | ---------------- | ---------------- | ---------------- | ---------------- | ---------------- | ---------------- | ---------------- | ----------------- | --------- |
| '1'   | émʷè             | mòⁱzɑ́            | èmû              | emu              | émʷè             | ːmù              | n̩dɑ́lɑ́            | éːmù             | *-mu-e            | gímʷéːì   |
| '2'   | ìβìrí            | ìβírí            | ̀bːírì            | ibiri            | ìβírì            | ìːβírí           | ìβìrì            | ìːβírì           | *i-βiri           | ìβírí     |
| '3'   | ìʃɑ̀tú            | ìsɑ́tú            | ̀sːátù            | isatu            | ìʃɑ́tù            | ìsɑ́tù            | ìsɑ̀tú            | ìːsɑ́tú           | *i-satu           | ìsátʊ́     |
| '4'   | ínɑ̀              | ìːnɑ́             | ̀ɲ̩nâ              | ina              | iːnɑ̀             | ínɑ̀              | ínɑ̀              | íːnɑ̀             | *iː-na(-i)        | ìnéì      |
| '5'   | ìtʰɑ́ːnó          | ìtɑ́ːnú           | tːáàːnó          | itanu            | ètɑ̀ːnò           | ìtɑ̂ːnù           | ìtɑ́ːnú           | ìtɑ́ːnò           | *i-tʰaːno         | ìtáːnʊ́    |
| '6'   | mùkɑ̂ːgɑ̀          | mùkɑ̂ːgɑ́          | mùkâːgá          | mukaga           | mùkɑ́ːgɑ̀          | mùkɑ̂ːgɑ̀          | mùkɑ̀ːgɑ̀          | mùkɑ̂ːgɑ̀          | *mu-kaːga         | mʊ̀kâːɡá   |
| '7'   | mùʃɑ́ˑⁿʒú         | mùsɑ́ˑⁿvú         | mùsáɱvú          | musanzu          | múʃɑ̀ˑⁿʒù         | músɑ́ˑⁿɟù         | músɑ́ˑⁿvú         | músɑ́ˑⁿɟù         | *mu-saːⁿɟu        | mʊ́saːⁿd͡ʒʊ |
| '8'   | mùnɑ̂ːnɑ̀          | mùnɑ́ːnɑ́          | mùnáːnâ          | munana           | mùnɑ̂ːnɑ̀          | mùnɑ̂ːnɑ̀          | mùnɑ́ːnɑ̀          | mùnɑ̂ːnɑ̀          | *mu-naːna         | mʊ̀náːnèí  |
| '9'   | mʷèˑⁿdɑ̀          | mʷèˑⁿdɑ̂          | mwèndâ           | mwenda           | mʷèˑⁿdɑ̀          | mʷéˑⁿdɑ̀          | mʷêˑⁿdɑ̀          | mʷéˑⁿdɑ̀          | *mu-eːⁿda         | mʷèːⁿdá   |
| '10'  | ìkúmì            | íkùmí            | ̀kːúmì            | ikumi            | èⁱkúmì           | ìkúmì            | íkùmì            | ìːkúmì           | *i-kumi           | íkùmí     |
| GLOSA | Haya-Jita (J20) | Haya-Jita (J20) | Haya-Jita (J20) | Haya-Jita (J20) | Haya-Jita (J20) | Haya-Jita (J20) | Haya-Jita (J20) | PROTO- HAYA-JITA |
| GLOSA | Haya            | Jita            | Kara (Regi)     | Kwaya           | Kerewe          | Nyambo          | Talinga- Bwisi  | PROTO- HAYA-JITA |
| ----- | --------------- | --------------- | --------------- | --------------- | --------------- | --------------- | --------------- | ---------------- |
| '1'   | émoi            | kamʷi           | ʃimwi           | kamwi           | -mo             | emo             | ɛ̀mʷɪ́            | *-mo-i           |
| '2'   | iβiri           | βiβiri          | ʃibili          | kaβiri          | -βili           | iβiri           | ɛ̀βɪ́rɪ́ʔ          | *-βiri           |
| '3'   | iʃatu           | βisatu          | ʃitatu          | kasatu          | -satu           | isatu           | ɛ̀sátʊ̀           | *-satu           |
| '4'   | ínai            | βina            | ʃinna           | kanna           | -na             | íːna            | ɛː́naà           | *-nna(-i)        |
| '5'   | itaːnu          | βitanu          | ʃitanu          | kataːnu         | -tanu           | itaːno          | ɛ́táː̀nò          | *-taːnu          |
| '6'   | mukáàga         | 5+1             | ʃimgaga         | kasasaβa        | mu.kaga         | mukâːga         | mʊ̀káaɣá         | *mu-kaːga        |
| '7'   | múʃanɟu         | 5+2             | ʃimusanju       | muⁿgati         | mu.saːnzu       | músaːnɟu        | mʊ̀sànʤʊ̀         | *mu-saːⁿɟu       |
| '8'   | munáàna         | 5+3             | ʃimunana        | munaːna         | mu.nana         | munâːna         | mʊ̀náànà         | *mu-naːna        |
| '9'   | mwendai         | 5+4             | ʃimwenda        | kɛnda           | mu.eːnda        | mwenda          | mʷɛ̀ndáʔ         | *mu-eⁿda         |
| '10'  | ikûmi           | ɛkumi           | ʃikumi          | ɛkumi           | ikumi           | ikúmi           | ɛ̀kúmì           | *i-kumi          |